# Eremaeozetes capensis
Eremaeozetes capensis gehört zur Unterklasse der Milben (Acari) und wurde am Westkap in Südafrika gefunden – deswegen auch der Name „capensis“. Diese Art wurde auf feuchten, sich zersetzenden Pflanzenresten nahe der Meeresküste gesammelt.
Die Gattung Eremaeozetes wurde 1913 von Antonio Berlese aufgestellt und beinhaltet Arten aus der orientalischen, äthiopischen, neotropischen und ozeanischen Region.

## Merkmale
Eremaeozetes capensis ist eine der größten Eremaeozetes-Arten. Aber nicht alle Individuen werden so groß wie die von der Typuslokalität in der Nähe von Kapstadt stammenden Exemplare. In den südafrikanischen Provinzen Ostkap und KwaZulu-Natal wurden kleinere Exemplare gefunden, die mit einer Länge von 420 bis 460 Mikrometern und einer Breite von 225 bis 260 Mikrometern den durchschnittlich bei den Eremaeozetidae vorkommenden Größen entsprechen.
Die Art ist im adulten Stadium durch folgende Merkmale charakterisiert: breite Körperform, Oberfläche von einer dicken Cerotegumentschicht bedeckt, Lamellen fast komplett verschmolzen, Cuspides weit über das Rostrum hinaus reichend, Oberfläche des Notogasters mit einem Komplex von breiten, hellrunden Vertiefungen und erhabenen Kämmen, Posteromarginalsetae auf breiten Apophysen, borstenförmige Notogastral- und Ventralsetae, drei Krallen an den Beinen. Die dorsale und ventrale Oberfläche ist mit einem braunen bis dunkelbraunen Cerotegument dicht bedeckt und bildet netzartige, fast lederartige Geflechte. Für eine genauere Analyse der Oberflächenstruktur wird das Cerotegument entfernt, indem man die Milbe für 24 Stunden in eine 10%ige KOH (Kalilauge)-Lösung legt. Nach der Entfernung des Ceroteguments erscheint die Körperoberfläche hellbraun und netzartig.

## Systematik
Eremaeozetes capensis gehört innerhalb der Gattung Eremaeozetes zu einer Artengruppe, die durch Längsrippen und lappige Seitenfortsätze auf dem Notogaster charakterisiert ist. 

### Ähnliche Arten
Morphologisch ähnelt Eremaeozetes capensis der Art Eremaeozetes trifurcus. Diese Art wurde im südlichen China, in der Provinz Guangdong von der Küste von Zhuhai (ca. 8 km nördlich von Macau) gefunden. Gemeinsamkeiten mit E. trifurcus bestehen in der ähnlichen Form der Lamellen, der vordere Rand des Notogasters ist bei beiden Arten nur leicht gewölbt. Der Lenticulus befindet sich in beträchtlicher Entfernung vom Vorderrand des Notogasters, posteromarginale Apophysen sind vorhanden, sie sind aber bei E. trifurcus wesentlich kleiner als bei E. capensis. Die Beine sind bei beiden Arten mit drei Krallen versehen (tridactyl). E. trifurcus ist kleiner und hat kürzere Lamellen und Notogastral-Borsten als E. capensis. Die Oberfläche von E. trifurcus hat mehr Furchen, die Lappen und seitlichen Leisten auf dem Notogaster sind unauffälliger als bei E. capensis. 
Eine weitere ähnliche Arten aus dieser Artengruppe ist Eremaeozetes dividipeltatus. Diese Art ist etwas kleiner als E. capensis (Länge 364–396 µm), besitzt kleinere Rippen auf dem Notogaster und kleinere Apophysen. Sie wurde in St. Lucia (Kleine Antillen) gefunden.
Eremaeozetes verai ist die einzige Art, die eine ähnliche Größe wie E. capensis aufweist (Länge 520–590 µm). Diese Art wurde in Uruguay entdeckt. 